# Khoảng cách số
Khoảng cách số (tiếng Anh: digital divide), còn gọi hố ngăn cách số hay phân chia kỹ thuật số, là tình trạng bất bình đẳng kinh tế và xã hội đối với ảnh hưởng từ hoặc khả năng truy cập và sử dụng các công nghệ thông tin và truyền thông (ICT). Nói về một quốc gia cụ thể như Hoa Kỳ, khoảng cách số có thể chỉ đến bất bình đẳng giữa các cá nhân, gia đình, doanh nghiệp, hay khu vực địa lý, thường ở các mức kinh tế xã hội hay đơn vị nhân khẩu học khác nhau. Khoảng cách giữa các quốc gia hay vùng trên thế giới, nhất là khi so sánh các nước công nghiệp với các nước đang phát triển, được gọi là "khoảng cách số toàn cầu" (global digital divide).